# 水晶男孩
水晶男孩（韓語：젝스키스）為韓國Daesung企劃（其後曾更名為DSP娛樂，現為DSP Media）於1997年推出的六人男子音樂組合，是韓國第一代偶像團體，被韓國媒體稱為90年代後期韓國樂壇兩大山脈之一。1997年4月15日，水晶男孩以歌曲〈學園別曲〉出道，成員包括殷志源、李宰鎮、金在德、姜成勳、高志鎔、張水院。團體名字來源於德語，意思是六顆水晶，象徵可以左右命運。團體中另分為以Rap、舞蹈為主的黑水晶（殷志源、李宰鎮、金在德）及以歌唱為主的白水晶（姜成勳、高志鎔、張水院）。
水晶男孩曾於2000年5月20日正式解散，其後六名成員各自發展，直至2016年4月14日，六人於MBC綜藝節目《無限挑戰》企劃特輯《星期六星期六是歌手（六六歌）》第二季的游擊演唱會首度合體。2016年5月11日，除目前身為事業家的高志鎔外，其餘五人與YG娛樂簽訂團體約，正式以SECHSKIES之名重啟活動。2019年1月1日，主唱姜成勳在其官方粉絲俱樂部宣佈已與YG娛樂解除個人專屬合約，並暫停參與水晶男孩的團體活動，水晶男孩自此改組為四人組合。
截至2020年4月8日，李宰鎮、殷志源、張水院及金在德已先後與YG娛樂簽訂個人專屬演藝合約，不僅是水晶男孩的團體活動，四名成員的個人活動也交由YG娛樂管理。

## 成員資料
- 名字粗體為隊長

| 本名           | 本名 | 本名 | 本名           | 出生日期及出生地                  | 隊內擔當 | 隊內擔當 | 隊內擔當 | 分隊   | 韓國音樂著作權協會登記編號      |
| 中文           | 韩文 | 日文 | 英文           | 出生日期及出生地                  | Vocal    | Rap      | Dance    | 分隊   | 韓國音樂著作權協會登記編號      |
| -------------- | ---- | ---- | -------------- | --------------------------------- | -------- | -------- | -------- | ------ | ------------------------------- |
| 現任成員       |      |      |                |                                   |          |          |          |        |                                 |
| 殷志源         |      |      | Eun Ji Won     | 1978年6月8日 · 首爾特別市永登浦區 |          |          |          | 黑水晶 | W0316500                        |
| 李宰鎮         |      |      | Lee Jai Jin    | 1979年7月13日 · 釜山廣域市沙下區  |          |          |          | 黑水晶 | W0470100                        |
| 金在德         |      |      | Kim Jae Duck   | 1979年8月7日 · 釜山廣域市沙下區   |          |          |          | 黑水晶 | W0376100 （页面存档备份，存于） |
| 張水院         |      |      | Jang Su Won    | 1980年7月16日 · 首爾特別市瑞草區  |          |          |          | 白水晶 | W0404200                        |
| 未參與回歸成員 |      |      |                |                                   |          |          |          |        |                                 |
| 姜成勳         |      |      | Kang Sung Hoon | 1980年2月22日 · 首爾特別市龍山區  |          |          |          | 白水晶 | W0335800 （页面存档备份，存于） |
| 高志鎔         |      |      | Ko Ji Yong     | 1980年7月1日 · 首爾特別市龍山區   |          |          |          | 白水晶 | 不適用                          |

### 成員變遷時序表
注：
- 黃色（垂線）：專輯發行
- 橙色（垂線）：全員於2016年4月14日出演MBC綜藝節目《無限挑戰》企劃特輯《星期六星期六是歌手（六六歌）》第二季的游擊演唱會

## 演藝經歷

### 1996年
1996年，韓國Daesung企劃（現已更名為DSP Media）社長李皓延在美國夏威夷親自發掘了18歲的殷志源和16歲的姜成勳，打算將外型與音樂能力俱佳的二人打造成一支全新的雙人組合。然而不久後SM娛樂推出的五人男子偶像團體H.O.T.在韓國獲得空前成功，李皓延因此決定改組多人團體與之抗衡，並賦予原始成員姜成勳共同遴選新成員的權力。首先在Daesung企劃選秀活動錄取具有潛力的張水院，成為預備男團的第三位正式成員。接著在徐太志和孩子們前成員李朱諾的練習室相中外貌可愛、具備舞蹈實力的金在德，半年後與金在德在同一個舞蹈團的李宰鎮也獲選入隊。同時在姜成勳的引薦下，他的小學同學—身材高挑的校草高志鎔成為最後一位正式成員。至此，六人組合正式成立，團體命名為SECHSKIES，德文意為六顆礫石(水晶之，而非)。

### 1997年
4月15日，水晶男孩於KMTV音樂節目《Show! Music Tank》正式出道，演出由李潤相作曲的主打歌〈學園別曲〉，歌詞內容批判當時的教育制度，引起熱議。5月14日，水晶男孩發行出道專輯《學園別曲》，收錄包括〈戀情〉、〈男兒之路（品生品死）〉、〈請記住我〉在內的12首歌。專輯推出後獲得極大迴響，水晶男孩旋即成為H.O.T.的最大對手，人氣急速上升。6月，水晶男孩拍攝首支廣告（Orion的「Mr.Hammer」），半年共1億韓元演出費造成了話題。7月21日，水晶男孩第一期粉絲俱樂部DSF（Dear Sechskies Friend）成立。9月20日，水晶男孩推出公共電話卡和歌手養成寵物機「口袋水晶」，成為廣告商的新寵。
10月份，甫結束首張專輯活動的水晶男孩迅速回歸樂壇，在SBS音樂節目《充電100％Show》中展開正規二輯《Welcome To The Sechskies Land》的宣傳活動。12月7日，主打歌〈騎士道〉於SBS音樂節目《TV歌謠20》贏得成軍後的首次一位。
12月4日，水晶男孩憑出道專輯收錄曲〈男兒之路（品生品死）〉在第8屆首爾歌謠大賞獲得「本賞」。12月14日，水晶男孩再憑出道專輯主打歌〈學園別曲〉在第12屆大韓民國影像唱片大賞獲得「本賞」，證明了人氣歌手的地位。同日晚上，水晶男孩於「KMTV歌謠大戰」獲得「最佳新人男歌手」的榮譽。

### 1998年
挾著眾多獎項的威力，水晶男孩開始進行更頻繁、多樣化的活動。出道未滿週年的水晶男孩於2月至4月舉辦韓國巡迴演唱會，門票全數售罄；並首次跨足電影，全體拍攝以十代青年愛情為主題的《Seventeen》。4月8日開始投入密集拍攝，7月17日起在韓國上映，同時進行宣傳。此外，水晶男孩於4月25日至5月5日在世宗文化會館演出音樂劇《阿里巴巴與四十大盜》，5月5日兒童節時受邀於青瓦台表演，出席觀看者包含當時韓國總統金大中。
7月5日，水晶男孩帶著第三張正規專輯《Road Fighter》在SBS音樂節目《人氣歌謠》回歸，專輯收錄〈Come To Me Baby〉、〈Say〉、〈Together Forever〉等15首歌曲，主打歌〈Road Fighter〉在《音樂銀行》和《人氣歌謠》中多次登上第一名。7月中，水晶男孩在首爾奧林匹克體操競技場舉行第2期和第3期的粉絲俱樂部成立典禮。9至10月，後續曲〈不可能的愛〉在各音樂節目再度奪冠，其中《音樂銀行》連續三週一位，成績斐然。
10月30日，水晶男孩尚未結束正規三輯活動便發行收錄〈Couple〉等13首歌曲的特別專輯（3.5輯）《Special》，並憑藉〈Couple〉和〈送你離開〉獲得多次一位，〈Couple〉更成為水晶男孩傳唱度最高的一首單曲。12月5日，水晶男孩在第13屆「大韓民國影像唱片大賞」再度獲得本賞。12月30日，水晶男孩出道僅一年餘即和H.O.T.共同獲得韓國兩大音樂獎之一的「首爾歌謠大賞」最大獎項：年度大賞。

### 1999年
水晶男孩在獲得大賞後聲勢達到頂點，與H.O.T.在當時並稱為90年代後期韓國歌壇兩大山脈。1999年聲勢依舊驚人，上半年展開年度的巡迴演唱會，並舉辦粉絲俱樂部成立紀念典禮和成員們的生日聚會等活動。下半年則開始朝海外發展，8月23日起在台灣進行三天兩夜的巡迴宣傳，並於27日的「Asia Super Concert」進行表演。
8月29日，水晶男孩開始第四張正規專輯《Com' Back》宣傳活動，在《人氣歌謠》的回歸舞台上表演了〈悲〉和〈Com' Back〉兩首歌曲。9月9日正式發行第四張專輯，收錄包含成員自創曲在內的18首歌。9月12日，主打歌〈Com' Back〉在《人氣歌謠》連續三週登上第一名，《音樂銀行》更是連續四周勇奪一位。10月18日開始，水晶男孩於每晚10點至12點在MBC廣播《Sechky的FM Plus》擔任DJ，再度挑戰新領域。
由於8月份在台灣發行的精選專輯受到熱烈迴響，水晶男孩於10月26日再次造訪台灣，隨後也參加了在北京舉行的首屆「中韓歌會」，以及在朝鮮平壤的「2000和平親善音樂會」演出，成為首組於平壤表演的南韓團體 。12月6日，以SECHSKIES作為標誌的水晶手機推出，手機內含〈預感〉等八首歌 ，以及〈Com' Back〉鈴聲，同時推出DNA項鍊和手鐲。水晶男孩於年末的1999年「大韓民國影像唱片大賞」與「首爾歌謠大賞」皆再度獲得本賞，聲勢依舊如日中天。

### 2000年
1月至2月期間，水晶男孩舉辦了第四期粉絲俱樂部成立典禮以及2000年演唱會。4月2日，水晶男孩舉辦慈善服裝拍賣會，拍賣成員在演唱會和宣傳期穿過的服裝，吸引許多歌迷參與購買。其後活動依舊頻繁，看似一切如常，然而水晶男孩卻在5月18日於首爾洲際酒店召開記者會宣佈解散。由於水晶男孩在事業巔峰期做出解散的決定，令外界深感意外不解，歌迷更是無法接受，群起横躺街頭抗議，幾乎成為社會事件。5月20日，水晶男孩在首爾綜合運動場舉行的「夢想演唱會」上進行告別演出，現場頓成一片淚海。部分激進歌迷將著名主持人趙英九的車誤認為DSP娛樂負責人李皓延所有，憤而將其砸毀。根據殷志源後來在節目中的說法，事件後歌迷發現失誤便很快向趙英九本人道歉，並集資賠償一輛新車。
水晶男孩停止公開活動後，DSP娛樂於5月31日為其發行告別專輯《Blue Note》，收錄了〈Bye...〉、〈約定〉等12首歌曲。歌迷則繼續以行動表達不滿，500名歌迷於DSP娛樂公司前靜坐抗議，並將葬禮用的白菊花大量置放在大門口。7月18日，成員們再度重聚錄製歌曲《Thanks》，藉此答謝歌迷們長久以來的支持。歌曲於7月31日在「O2Music」發表，而歌迷們也回應了一曲《You Are Welcome》。自此，水晶男孩的合體合作宣告正式結束。
8月，DSP娛樂被警方以涉嫌逃稅為由進行調查，主因是提供不正確的唱片銷量，以及將粉絲俱樂部經費挪為己用。
關於水晶男孩當年解散的原因眾說紛紜，而殷志源本人在《Happy Together 3》、《未少年通信—殷熙商談所》和《無限挑戰》等節目中均曾提及，由於團體活動後期經紀公司不斷以輕蔑口吻對團員表示，專輯「只」賣50萬張，表示團體已經走下坡即將完蛋，讓成員很喪氣，因此產生要在掌聲中離開的念頭，最後由公司決議解散。

### 2001年－2015年
從解散到重組的16年間，六人皆未以SECHSKIES名義合體演出。
殷志源在解散後成為Hip-hop歌手，共發行五張個人專輯和多首單曲，並透過《兩天一夜》逐漸在綜藝界闖出一片天。2009年成立G.Y.M娛樂，2013年與四名同齡的韓國第一代偶像團體成員文熙俊、千明勳、Tony An、Danny Ahn組成企劃組合HOT.Sech.god.RG，多線並行的他是解散期間最活躍的成員。
李宰鎮以唱跳歌手路線發展，共發行三張正規專輯及一張日語專輯。退伍後淡出幕前，並將事業重心轉為視覺藝術工作，2015年12月於首爾鍾路區仁寺洞的Galerie GAIA畫廊以筆名한조（羅馬拼音Hanzo）參與繪畫聯展。
金在德與張水院合組雙人團體J-Walk，共發行三張正規專輯、兩張迷你專輯與多首單曲。金在德服役期間與H.O.T.成員Tony An結為好友，退伍後成為室友，並在對方成立的娛樂公司TN Nation擔任理事一職，同時也出演大量綜藝。
而張水院除了J-Walk的活動之外，也經營包含制服、餐飲在內的多項個人事業。2013年下半年於綜藝節目及戲劇嶄露頭角，2014年因機器人演技爆紅，成為殷志源之外演藝活動最頻繁的一位，也被公認是最希望水晶男孩重組的成員。
姜成勳則成為抒情歌手，共發行四張個人專輯。退伍後投資娛樂事業卻遭合夥人詐騙，導致一連串不幸事件而淡出幕前，直至2015年初才重新復出。
高志鎔原定朝戲劇圈發展，後離開韓國到美國留學。回韓後任職家族經營的能源事業，近年另外成立廣告公司，完全離開娛樂圈，唯一的公開消息是2013年迎娶同齡醫生女友許陽林。
其餘內容詳見成員的個人頁面。

### 2016年
4月份，MBC綜藝節目《無限挑戰》企劃特輯《星期六星期六是歌手（六六歌）》第二季以水晶男孩為特輯主角，六名成員在16年後首度合體。不僅游擊演唱會大為成功，節目播出後亦獲得巨大迴響，多首當年名曲重新回到音源榜內，〈Couple〉一曲也在發行18年後重回KBS音樂節目《音樂銀行》排行榜，取得第11名的成績。成員們的凍齡外貌與更上一層樓的專業實力更是深受好評，也因此讓他們在國民的殷切期待中，順利重返韓國樂壇。5月11日發表官方聲明，除目前身為事業家的高志鎔外，其餘五人與YG娛樂簽訂團體約，正式以SECHSKIES之名重啟活動。
9月10日、11日，水晶男孩在首爾奧林匹克體操競技場舉辦睽違16年的大型演唱會「YELLOW NOTE」，進場觀眾人數逾兩萬。10月1日，水晶男孩在釜山舉行的「釜山同一個亞洲文化節（BOF）開幕演唱會」演出，歌迷們承租六十台遊覽車，聚集六千多人到場支持，聲勢驚人。不僅令現場其他歌手的粉絲嘆服，紛紛錄影上傳分享，媒體也爭相報導。
10月7日，水晶男孩發行重組後第一首數位單曲《THREE WORDS》，首小時便在包括韓國最大音源網站MelOn在內的五大網站空降第一，推出後七小時在韓國八大音源網站均取得實時排名第一，MelOn和Genie的實時排行榜都曾破表三次；發行十小時在海外多個國家和地區的iTunes主要單曲流行榜也名列前茅，其中台灣位列第一，香港第二。發表兩日後，僅以累計兩天的成績奪得Gaon Chart該週（10月2日至10月8日）的數位排行榜週榜冠軍。11月10日，Gaon Chart公佈十月份數位綜合榜成績，《THREE WORDS》繼週榜後再奪下月榜冠軍。
10月8日，YG娛樂宣佈即將成立水晶男孩官方粉絲俱樂部YELLOWKIES。10月12日，水晶男孩透過Naver V LIVE進行直播節目，宣佈在同月16日至19日於梨泰院開設期間限定店（Pop-Up Store）「YELLOW SPACE」 ，並於同月17日起時隔16年招募官方粉絲俱樂部YELLOWKIES會員。

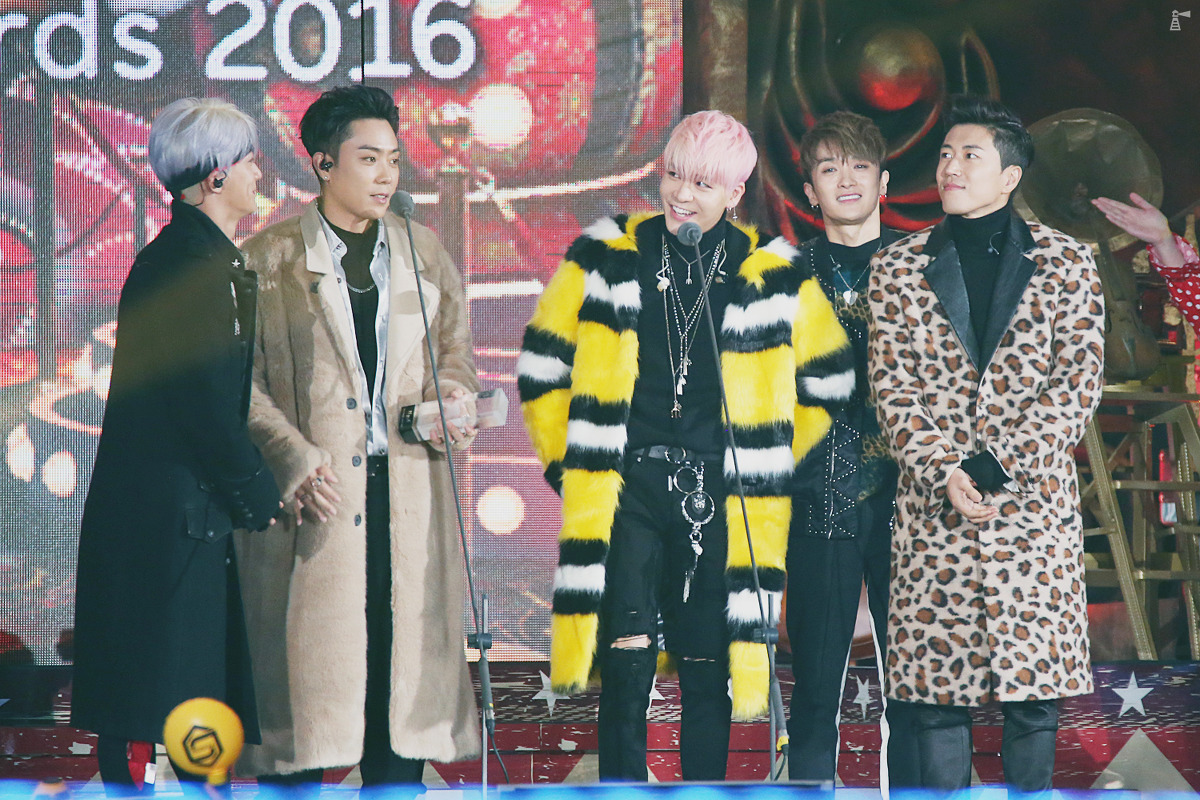
水晶男孩出席第8屆甜瓜音樂獎

11月19日的「MelOn Music Awards」（MMA）頒獎典禮中，由於水晶男孩的重組回歸對韓國歌謠界有著重要意義與影響，特別獲頒發「Hall Of Fame（名人堂）」獎項。
|                                | 有一個讓我們都非常感動的名字，常常伴隨著「回憶」，珍貴且使人揪心的名字。而今年讓這個名字更有意義的幾位再次出現了，穿越16年來停止的時間，將2016這一年變得特別。 |
| ——ZICO，Hall Of Fame獎項引言人 | |

|                                             | 看著後輩們的舞台都覺得非常棒，但是最後看著水晶男孩前輩們的舞台，為什麼哭出來了呢？因為我們也想要成為那樣的藝人，十年二十年都和EXO-L們一直在一起。 |
| ——Suho，男子團體EXO隊長，年度藝人獎得獎感言 | |

在準備9月份的演唱會期間，因為要找到過去歌曲的伴奏音樂不易，YG娛樂社長梁鉉錫因而決定為水晶男孩15首舊作重新錄製新版本。而在演唱會上，新版的〈學園別曲〉出乎意料引起熱烈迴響，梁鉉錫因而向水晶男孩提議發行《2016 Re-ALBUM》，將這些重製的舊作，作為送給歌迷們的特別禮物。於是在12月1日，水晶男孩的舊作重製專輯《2016 Re-ALBUM》正式發行，收錄了包括〈COM' BACK〉、〈COUPLE〉、〈預感〉、〈COME TO ME BABY〉、〈騎士道〉、〈戀情〉、〈不可能的愛〉、〈ROAD FIGHTER〉、〈學園別曲〉、〈給親愛的你〉等十首重新製作的名曲，同時收錄10月份發行的單曲〈THREE WORDS〉，作為專輯版本的Bonus Track，並擇定〈COUPLE〉、〈騎士道〉與〈戀情〉三首歌作為主打歌。12月4日，水晶男孩於《人氣歌謠》回歸舞台上表演三首主打歌，這也是水晶男孩17年來第一個音樂放送節目的舞台。此後幾週則以〈COUPLE〉持續進行宣傳，直至2017年1月1日正式結束宣傳行程。
12月22日，美國音樂榜單Billboard公開「2016年度二十大最佳K-Pop歌曲：樂評家之選（20 Best K-Pop Songs of 2016: Critic's Picks）」榜單，水晶男孩以歌曲《THREE WORDS》入圍該榜單第十九名。

### 2017年

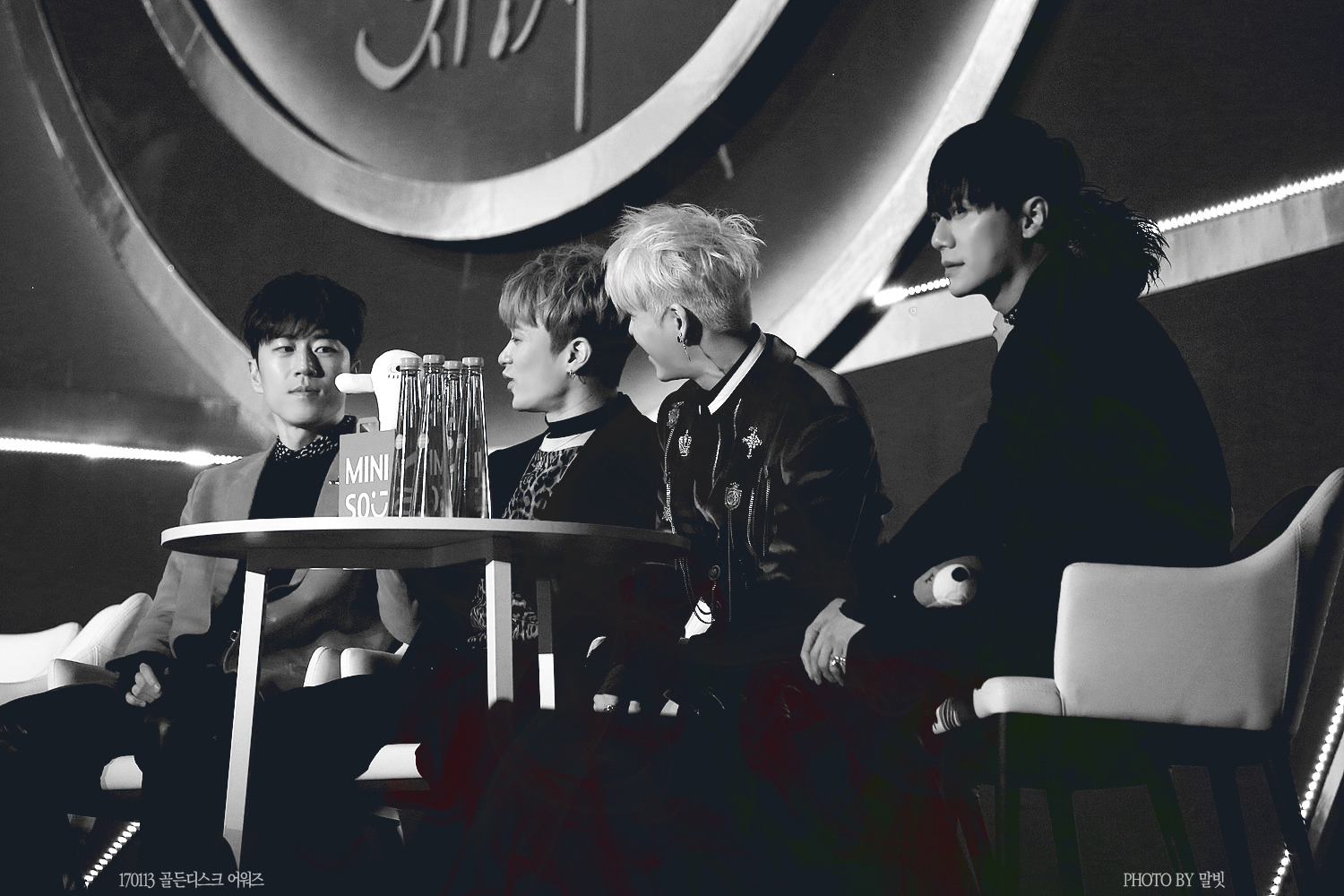
水晶男孩出席第31屆金唱片獎

新的一年，水晶男孩持續為演唱會和新專輯進行忙碌的準備工作。1月13日，水晶男孩在第31屆「金唱片獎」上獲頒「最佳男子表演獎」，這是水晶男孩自1999年領取本賞獎之後，時隔17年首度登上「金唱片獎」的舞台，並現場演出〈COM' BACK〉和〈THREE WORDS〉兩首暢銷名曲；1月19日，水晶男孩登上當年曾榮獲大賞的「首爾歌謠大賞」舞台，領取17年後首座本賞，並演出〈THREE WORDS〉和〈COUPLE〉兩首作品；2月22日，水晶男孩於第6屆「Gaon Chart K-POP大獎」獲得「K-POP貢獻獎」。
4月19日，YG娛樂透過官方部落格，公開水晶男孩二十週年企劃行程海報，內容包括二十週年專輯及其他特別活動（展覽會「YELLOW UNIVERSE」、寫真書、演唱會、粉絲見面會）。4月28日，水晶男孩發行二十週年專輯《THE 20TH ANNIVERSARY》，這是水晶男孩繼2000年5月31日《Blue Note》後，睽違17年發表收錄新曲的專輯。專輯收錄雙主打歌〈BE WELL〉與〈SAD SONG〉、2016年10月發行的單曲〈THREE WORDS〉，與八首重新混音的熱門歌曲。專輯發行當日在香港、馬來西亞、台灣、菲律賓海外四個國家與地區的iTunes專輯榜上佔據第一位，新加坡、泰國、越南榜單位居第二，印尼榜單位居第五，在亞洲地區排在榜單最前列。4月29日，水晶男孩於MBC音樂節目《Show! 音樂中心》回歸舞台表演兩首主打歌〈SAD SONG〉與〈BE WELL〉，這也是水晶男孩繼出演《Show! 音樂中心》的前身《Music Camp》後時隔18年再次錄製MBC音樂節目。5月7日，雙主打歌之一的〈BE WELL〉在BUGS、Mnet、Genie、Naver Music四個音源網站實時榜單中達成一位的紀錄。另外在Naver Music中，另一首主打歌〈SAD SONG〉和以Remastering版本收錄的〈戀情〉、〈不可能的愛〉、〈給親愛的你〉等收錄曲佔據榜單第一位至第九位。在5月第二週（發行日期為2017年5月20日），專輯《THE 20TH ANNIVERSARY》登上美國音樂榜單Billboard「世界專輯（World Albums）」榜第九位。5月11日，〈BE WELL〉奪得Gaon Chart的數位排行榜、下載排行榜、BGM排行榜及Mobile排行榜週榜（4月30日至5月6日）冠軍，成為四冠王。5月12日，主打歌〈BE WELL〉在KBS音樂節目《音樂銀行》登上一位，這是水晶男孩自1999年憑〈預感〉奪得一位後相隔17年5個月21天於《音樂銀行》奪得的首個一位。其後，〈BE WELL〉亦在《Show! 音樂中心》以2017年度最高分數（8,138分）連續兩週奪得一位。5月17日，專輯《THE 20TH ANNIVERSARY》奪得Gaon Chart的專輯排行榜週榜（5月7日至5月13日）冠軍。

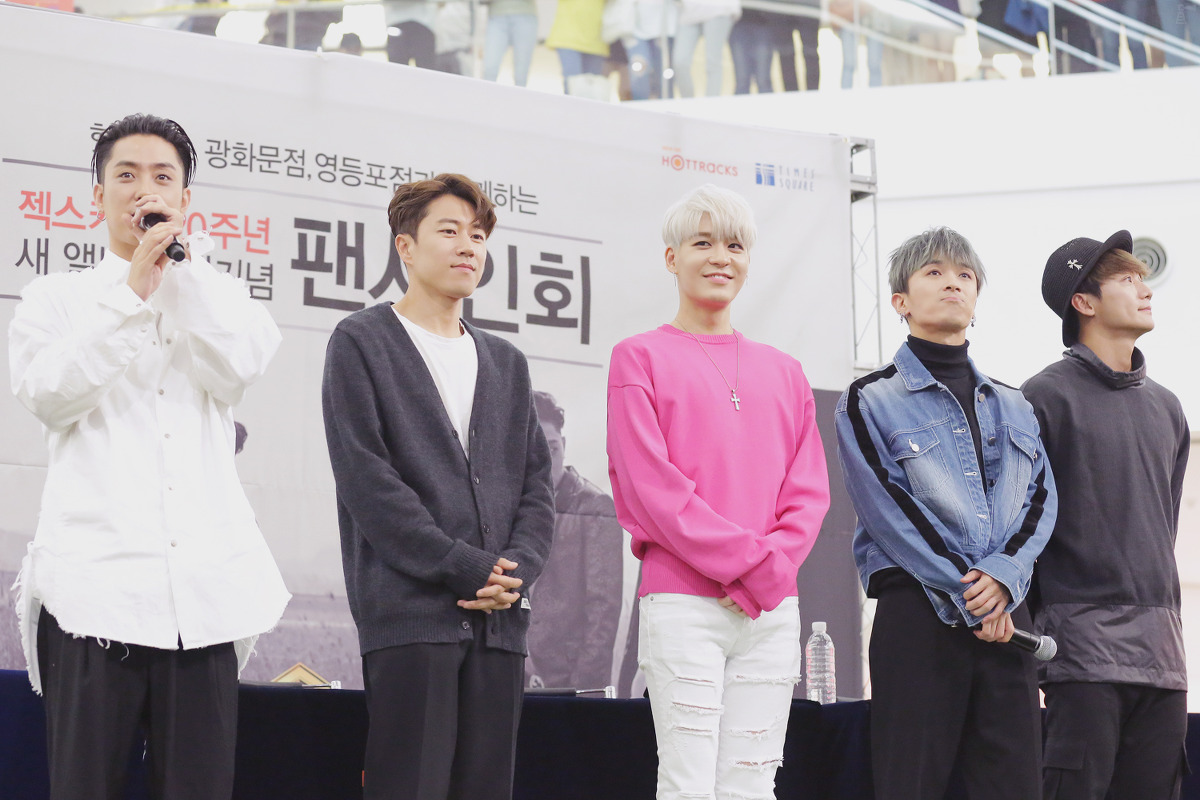
水晶男孩出席二十週年專輯《THE 20TH ANNIVERSARY》粉絲簽名會

5月4日，水晶男孩於首爾永登浦時代廣場Atrium舉辦粉絲簽名會，這是水晶男孩繼1999年後時隔18年舉辦的簽名會，現場雲集超過三千名粉絲，其後水晶男孩於同月舉辦另外四場粉絲簽名會。7月15日，水晶男孩於首爾SK奧林匹克手球競技場接連舉辦兩場出道二十週年紀念粉絲見面會「YELLOWKIES DAY」，這是水晶男孩自1999年舉行成員生日派對後，睽違18年再次舉辦的粉絲見面會。
7月19日，水晶男孩發行首張日語專輯《THE 20TH ANNIVERSARY -Japan Edition-》，正式進軍日本。專輯收錄三首日文版歌曲〈BE WELL〉、〈SAD SONG〉與〈THREE WORDS〉，以及二十週年專輯《THE 20TH ANNIVERSARY》中八首重新混音的熱門歌曲，並於DVD收錄三首日文版歌曲的MV。專輯發行首週登上日本iTunes K-POP專輯榜第二位，三首日文版MV亦佔據MV榜首三位。7月23日，水晶男孩於神奈川YOKOHAMA BAY HALL舉辦首場日本粉絲見面會「SECHSKIES JAPAN FAN MEETING 2017」，9月3日於大阪難波Hatch舉辦第二場日本粉絲見面會。
8月30日，YG娛樂於官方部落格公開「WHO'S NEXT?」海報。9月4日，YG娛樂再於官方部落格公開水晶男孩回歸的預告海報，為YG娛樂旗下繼WINNER後第二組於2017年二度回歸的組合。9月21日，水晶男孩發行第五張正規專輯《ANOTHER LIGHT》，這是水晶男孩自1999年9月9日發行正規四輯《Com' Back》後，時隔18年推出的正規專輯，亦是水晶男孩加入YG娛樂後首張正規專輯。專輯收錄雙主打歌〈SOMETHING SPECIAL〉與〈SMILE〉，以及七首新曲，其中〈BACK HUG〉由殷志源親自參與歌詞創作。專輯發行當日，雙主打歌之一的〈SOMETHING SPECIAL〉登上Mnet、NAVER、Soribada等主要排行榜實時榜單第一，另一首主打歌〈SMILE〉則位列第二。另外在MelOn、Mnet、NAVER、Soribada、Genie、BUGS六大音樂排行榜上，新專輯中收錄的九首新歌全部進入榜單前列。此外，專輯《ANOTHER LIGHT》在香港、菲律賓、新加坡、台灣海外四個國家與地區的iTunes專輯榜上排名第一位，馬來西亞、泰國、越南、印尼榜單位居第二，在亞洲地區排在榜單最前列。在10月首週（發行日期為2017年10月14日），專輯《ANOTHER LIGHT》登上美國音樂榜單Billboard「世界專輯（World Albums）」榜第十位。10月11日，主打歌〈SOMETHING SPECIAL〉奪得Gaon Chart的數位排行榜及BGM排行榜週榜（9月24日至9月30日）冠軍，成為二冠王。10月26日，〈SOMETHING SPECIAL〉再次奪得Gaon Chart的數位排行榜及BGM排行榜兩榜週榜（10月15日至10月21日）冠軍，其中於BGM排行榜連續四週奪得一位。11月9日，Gaon Chart公佈十月份音樂榜單，〈SOMETHING SPECIAL〉繼週榜後再奪下數位排行榜及BGM排行榜月榜冠軍。
9月23日下午，水晶男孩於首爾高尺天空巨蛋舉行「2017 SECHSKIES AWARDS」，與粉絲一起重溫水晶男孩二十年來的歷史。同日晚上，水晶男孩於同一場館舉行二十週年紀念演唱會「20TH ANNIVERSARY CONCERT」，作為二十週年企劃行程收尾之作。水晶男孩於演唱會中首次公開新曲舞台，並演唱由一輯到五輯的收錄歌曲。10月22日，水晶男孩第二年參與在釜山舉行的「釜山同一個亞洲文化節（BOF）開幕演唱會」，演出〈THREE WORDS〉和〈SOMETHING SPECIAL〉兩首歌曲，當晚粉絲們的應援及禮儀再度成為熱話。其後，水晶男孩及粉絲YELLOWKIES於BOF的閉幕頒獎典禮「BOF Awards」分別獲得「Legend Star」及「Best Fandom」獎項。10月25日，YG娛樂宣佈水晶男孩二十週年紀念演唱會「20TH ANNIVERSARY CONCERT」於2017年年末至2018年年初追加五場全國巡演。

### 2018年
1月11日，水晶男孩出席紀錄片《SECHSKIES Eighteen》於龍山區I'PARK MALL CGV電影院舉行的特別試映會舞台問候，門票於1月8日開售當天4分鐘內全數售罄。此紀錄片為水晶男孩二十週年企劃行程最終作品，講述水晶男孩準備睽違18年的正規五輯及二十週年紀念演唱會的幕後故事。1月18日，《SECHSKIES Eighteen》於全國CGV電影院正式上映，上映當天累積觀影人數逾一萬人次。
2月14日，水晶男孩在第7屆「Gaon Chart K-POP大獎」憑歌曲〈SOMETHING SPECIAL〉獲頒「音源部門年度歌手獎（9月）」，並演出二十週年專輯主打歌〈BE WELL〉和得獎歌曲〈SOMETHING SPECIAL〉。
結束團體活動後，成員暫時專注於個人活動，其中隊長殷志源舉辦首個個人粉絲見面會「2018 PRIVATE STAGE - 1 THE LAND」、發行個人寫真書《EUN JIWON in SYDNEY -FILM BOOK- POSTCARD SET》，並成為Channel A電影脫口秀節目《千萬Holic，Coming Soon》的固定MC；李宰鎮發行個人寫真書《이재진 화실(畵室) / LEE JAI JIN, ATELIER》，並舉行免費展覽會及粉絲簽名會；姜成勳發行個人寫真書《강성훈 [LONDON 222H KANG SUNG HOON] -The 1st PHOTOBOOK-》及舉行粉絲簽名會，並首次在台灣舉辦個人粉絲見面會「『Forever be My Love』Kang Sung Hoon 1st Fan Meeting in Taiwan」；金在德與張水院所屬二人組合J-Walk亦籌備粉絲見面會「J-WALK 2018 PRIVATE STAGE - WALK, PLAY, LOVE」，為組合自轉投YG娛樂後首個粉絲見面會。
3月28日，YG娛樂宣佈將舉辧由水晶男孩親自策劃的免費放映會「SECHSKIES FAN FESTIVAL」，以紀念1月上映的紀錄片《SECHSKIES Eighteen》累積觀影人數突破五萬人次，並迎接水晶男孩出道二十一週年。是次活動於4月1日至15日舉行，在韓國Danaflix十個上映館免費播映水晶男孩演唱會、專屬真人騷節目及粉絲見面會等四部影片。
5月28日，部份水晶男孩粉絲發表聲明，質疑高志鎔所在的廣告代理公司濫用水晶男孩品牌。同日稍後，因應部份水晶男孩粉絲要求，YG娛樂將高志鎔從各大入口網站的水晶男孩成員名單中移除。
經過大半年的團體空白期後，YG娛樂於8月15日宣佈水晶男孩將於10月13日至14日重返兩年前全員合體演出的首爾奧林匹克體操競技場，舉行出道二十一週年紀念演唱會「SECHSKIES 2018 CONCERT [NOW・HERE・AGAIN]」，演唱會名稱呼應水晶男孩於2016年加入YG娛樂後發表的首張數位單曲《THREE WORDS》的副歌歌詞「現在 這裡 我們」。然而，YG娛樂於9月21日宣佈主唱姜成勳因個人因素缺席是次演唱會，僅由其餘四名成員參與演出。

### 2019年
1月1日，主唱姜成勳在其官方粉絲俱樂部宣佈已與YG娛樂解除個人專屬合約，並暫停參與水晶男孩的所有活動，因此往後水晶男孩將以四人組合活動。
為迎接水晶男孩出道二十二週年，四名成員各自準備了表現個人特色的特別計劃。2月14日，金在德與張水院分別發行首本個人寫真書《[POST] KIM JAEDUCK THE 1st PHOTOBOOK》及《[LIFE] JANG SUWON THE 1st PHOTOBOOK》；3月14日，殷志源與李宰鎮接續推出個人影像集《[MONOLOGUE] EUN JIWON IN PARIS》及《[THE COLOR] LEE JAIJIN IN NETHERLANDS》。4月15日出道紀念日當天，水晶男孩的新一季團體綜藝節目《水晶男孩，在峇里島的大小事》於Olleh TV Mobile首播。
6月27日，隊長殷志源繼2009年發行《PLATONIC》後時隔十年再度發行個人正規專輯《G1》，成為水晶男孩自2016年加入YG娛樂後首名推出個人作品的成員。專輯發行翌日，除了主打歌〈I'M ON FIRE〉登上Mnet實時榜單冠軍、國內各音源榜單前列外，專輯《G1》亦在印尼、澳門、馬來西亞、泰國等九個國家與地區的iTunes專輯榜上奪冠。在2019年第27週（6月30日至7月6日），殷志源憑著第六張正規專輯《G1》與主打歌〈I'M ON FIRE〉一舉奪得Gaon Chart實體零售專輯、BGM及下載榜共三個冠軍頭銜。7月28日，殷志源舉行第二場個人演唱會「EUN JIWON 2019 CONCERT [ON FIRE]」期間，其餘三名成員李宰鎮、金在德與張水院驚喜現身擔任嘉賓，為組合自4月15日透過Naver V LIVE進行直播節目後時隔三個月的同台演出。
7月17日，首爾中央地方檢查廳宣佈以證據不充分為由，決定不起訴年初因牽涉訴訟而退出組合的水晶男孩前成員姜成勳「詐欺粉絲」、「貪污」等控罪。7月31日，原訂於去年9月為姜成勳主辦台灣個人粉絲見面會的企業家池忠浩（音譯），因涉嫌「欺詐」、「誹謗」而被仁川地方法院富川分院判罰300萬韓元，而早前池忠浩曾對姜成勳的「欺詐嫌疑」起訴亦遭檢察機關駁回。翌日，姜成勳的法律代理人發表聲明，表示會將網上各種針對姜成勳的惡意留言採取法律行動。
8月16日至18日，水晶男孩第二部紀錄片《SECHSKIES'S HOUSE, 2019》於樂天電影院獨家上映，展現出道二十二週年的水晶男孩前往峇里島度假的過程。首映當天，水晶男孩成員更出席了於樂天世界塔及建大入口樂天電影院舉行的七場首映會舞台問候。

### 2020年

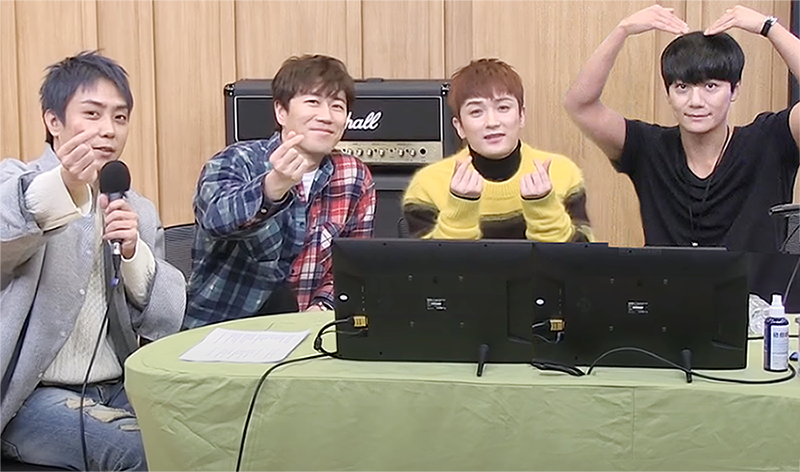
水晶男孩出演SBS Power FM電台節目《兩點逃脫 Cultwo Show》

自2017年9月發表正規五輯《ANOTHER LIGHT》後，水晶男孩已闊別樂壇超過兩年。直至1月7日，YG娛樂通過官方部落格公開水晶男孩的新專輯預告海報，為YG娛樂於2020年首組回歸的組合，亦是水晶男孩改組為四人組合後首度回歸。1月14日，YG娛樂宣佈水晶男孩將於3月6日至8日在慶熙大學和平殿堂舉行演唱會「SECHSKIES 2020 CONCERT [ACCESS]」（YG娛樂其後於2月14日宣佈演唱會因應2019冠狀病毒病疫情而取消）。1月17日，YG娛樂宣佈水晶男孩將從1月29日起至2月9日期間，在首爾麻浦區開設快閃咖啡店「YELLOW CAFE」。1月28日，水晶男孩發行出道逾二十二年來首張迷你專輯《ALL FOR YOU》，專輯收錄包含同名主打歌〈ALL FOR YOU〉在內五首新曲。1月29日至30日，專輯《ALL FOR YOU》連續兩天奪得Gaon Chart的實體零售專輯排行榜日榜冠軍。在2020年第5週（1月26日至2月1日），主打歌〈ALL FOR YOU〉奪得Gaon Chart的下載排行榜及BGM排行榜週榜冠軍，成為二冠王。2月6日，主打歌〈ALL FOR YOU〉在Mnet音樂節目《M Countdown》登上一位，這不僅是水晶男孩首次於此音樂節目奪得一位，亦是組合繼2017年5月憑二十週年專輯《THE 20TH ANNIVERSARY》主打歌〈BE WELL〉獲得兩台冠軍後，睽違將近三年才再度在音樂節目上獲獎。截至2月20日，主打歌〈ALL FOR YOU〉已連續兩週奪得Gaon Chart的下載排行榜週榜冠軍，而於BGM排行榜則連續三週位列榜首。3月12日，Gaon Chart公佈二月份音樂榜單，〈ALL FOR YOU〉繼週榜後再奪得下載排行榜及BGM排行榜月榜冠軍。
為了慶祝水晶男孩出道二十三週年，繼1月底首播的實境節目《SECHSKIES FOR YOU》後，新一季團體綜藝節目《SECHKY娛樂館》於4月15日出道紀念日當天韓國時間下午六時在Seezn首播。5月1日，YouTube上的Channel十五夜頻道公開一段影片，預告水晶男孩全體成員出演的綜藝節目《三時四餐》將於5月15日晚上首播，展現水晶男孩出道二十三年以來首次合宿生活。在拍攝此節目期間，音樂人柳喜烈以嘉賓身份參與「Channel十五夜」頻道的「前院直播」，為水晶男孩的組曲表演伴奏及和音。期間他定下公約：如果其成立的音樂公司Antenna Music的YouTube頻道訂閱人數超過15萬，他便會為水晶男孩製作一首抒情曲，其後該頻道的訂閱人數成功突破15萬。12月26日晚上，羅䁐錫導演在「Channel十五夜」頻道舉行直播節目《歡樂的Home Party〜帶給大家歡樂的Radio》，期間透露柳喜烈已製作新曲並與水晶男孩一起進行錄音，而新曲製作的相關過程將透過「Channel十五夜」頻道播出。

### 2021年
1月11日，節目組於Instagram賬戶「15ya.baby」發表帖文，預告柳喜烈與水晶男孩合作的新曲同名節目《不要回頭看》將於1月22日首播。節目首播當天，節目組再於Instagram賬戶上傳新曲預告海報，預告單曲《DON'T LOOK BACK》將於2月5日韓國時間下午6時發行。此單曲為水晶男孩於2016年10月7日發行重組後第一首數位單曲《THREE WORDS》後，時隔四年推出的單曲，亦是製作人柳喜烈睽違七年創作的歌曲。《DON'T LOOK BACK》在2月5日發行後隨即登上韓國主要音樂排行榜Bugs、Genie、VIBE等實時音源排行榜前幾名，同日晚上更登上Genie及VIBE實時音源排行榜榜首，之後一星期亦一直停留在榜單前列。在2021年第6週（1月31日至2月6日），《DON'T LOOK BACK》僅以累計發表兩天的成績奪得Gaon Chart數位下載榜週榜冠軍。2月18日，《DON'T LOOK BACK》再度奪得Gaon Chart數位下載榜週榜（2月7日至2月13日）冠軍。
為了慶祝出道二十四週年，水晶男孩於4月12日透過社交平台預告新一季團體綜藝節目《尋找SECH KEY吧》自4月24日起逢星期六於Seezn播出，並於4月15日出道紀念日當天透過Seezn進行特別直播。
5月11日，成員李宰鎮透過經紀公司YG娛樂發表聲明，宣佈即將與圈外女友結婚的消息，並表示考慮到2019冠狀病毒病疫情仍然持續將不會舉辦婚禮，改以雙方家人的聚餐代替儀式。
|                        | 大家好，我是水晶男孩的李宰鎮。一直以來總是在身邊溫暖應援的粉絲，想要最先告訴你們，所以上傳了這樣的文字。我在1997年滿18歲的時候，以團體水晶男孩出道，不知不覺我也來到40代初的年齡了。不久前，與一位女性約定好要跟她一起走一輩子。最近因為新冠肺炎的狀況，大家都在度過一段很辛苦的時刻。我不會另外舉辦婚禮，預計兩家家人間簡單地吃個飯代替。再次向給予不足的我無限愛意的粉絲說聲謝謝。還有像親兄弟般照顧著我、為我費心的成員們，我也想說聲謝謝。現在我要擔起幸福家庭的養家責任，成為彼此最強壯的支柱，並抱著責任感，努力成長為像大人的一家之主而生活下去。謝謝。 |
| ——李宰鎮發表的聲明全文 | |

相隔一個月，韓國媒體《SPOTV NEWS》於6月11日報導另一水晶男孩成員張水院正在籌備婚禮，未婚妻為年長一歲的頂級演員造型師。張水院翌日透過經紀公司YG娛樂發表聲明承認戀情，表示正與女友以結婚為前提交往中，但受2019冠狀病毒病疫情的影響，現在談論婚禮具體計劃還尚早。10月28日，韓國媒體報導張水院將與女友在11月14日舉辦婚禮，婚禮將以非公開方式舉辦，只有親人好友參加。
|                                 | 大家好，我是水晶男孩的張水院。以水晶男孩出道至今已經25年的我，遇到了朝著同一個方向，互相珍惜和理解，想共渡餘生的人。雖然想最先告訴一直給予我很大力量的粉絲們，卻沒能做到這一點，但是很高興能給大家帶來這樣的好消息。由於新冠肺炎疫情對許多人來說是困難時期，所以婚禮具體計劃現在還為時尚早，希望不久後能有機會再和大家致意。再次感謝一直信任和支持我的粉絲們，也想對水晶男孩的成員們說聲謝謝。 |
| ——張水院於6月12日發表的聲明全文 | |

8月23日至27日，《首爾新聞》與音源平台MelOn合作評選出「K-POP百大名曲」，每天發表二十首「名曲」排名，其中水晶男孩於1998年發行的歌曲〈Couple〉獲選為第二十九名。